# Euboia (Tochter des Thespios)
Euboia (altgriechisch Εὔβοια Eúboia) ist eine Person der griechischen Mythologie.
Euboia ist nur in der Bibliotheke des Apollodor bezeugt. Demnach ist sie eine der fünfzig Töchter des Thespios, des Königs von Thespiai, und der Megamede. Sie ist vom Helden Herakles die Mutter des Olympos.